# Xavier Pons
Xavier Pons Puigdollers, noto anche come Xevi (Vic, 21 gennaio 1980) è un pilota di rally spagnolo, vincitore di sette prove speciali nel campionato del mondo rally e settimo nella classifica finale del campionato del mondo rally 2006.

## Biografia
Pilota di discreto livello, comincia a gareggiare nel mondiale WRC dal campionato del mondo rally 2003, seppure mai con team ufficiali, spesso lottando per le prime posizioni. 
Nel 2005 venne ingaggiato dal team Citroën Kronos Racing, il suo risultato migliore fu un quarto posto nel suo rally di casa, dopo aver lottato fino all'ultima prova con il finlandese Mikko Hirvonen.
Nel 2006 il team Kronos sostituì il team ufficiale Citroën, e Xavier venne confermato come pilota numero 2 al fianco del Campione in carica Sébastien Loeb e all'esordiente Daniel Sordo. Dopo un inizio di stagione deludente, riesce ad eguagliare il suo miglior piazzamento di sempre nel mondiale, arrivando in 4ª posizione al Rally Italia Sardegna, ma a causa dei continui scarsi risultati, a metà stagione venne regredito a pilota numero 3 del team, favorendo così la crescita del compagno Dani Sordo.
Verso la fine della stagione venne chiamato a sostituire l'infortunato Sebastien Loeb, diventando così pilota Numero 1 della squadra. Negli ultimi quattro rally stagionali riesce a piazzarsi ben tre volte 4º e una volta 5º, risalendo così la classifica generale, e piazzandosi in 7ª posizione con un totale di 32 punti.
Nel 2007 ottiene il volante ufficiale di una Subaru Impreza WRC, del team Subaru World Rally Team, ma a causa di una stagione non certo brillante chiude in 16ª posizione e quindi costretto a tornare nelle serie minori del mondiali, salvo una parte di stagione disputata nel 2010.

## Palmarès
- SWRC: 1
2010 su Ford Fiesta S2000

### Vittorie nel mondiale rally

#### P-WRC
| # | Stagione | Evento                    | Co-pilota           | Auto                       |
| - | -------- | ------------------------- | ------------------- | -------------------------- |
| 1 | 2004     | Rally di Germania         | Oriol Julià Pascual | Mitsubishi Lancer Evo VIII |
| 2 | 2004     | Tour de Corse             | Oriol Julià Pascual | Mitsubishi Lancer Evo VIII |
| 3 | 2004     | Rally d'Australia         | Oriol Julià Pascual | Mitsubishi Lancer Evo VIII |
| 4 | 2005     | Rally della Nuova Zelanda | Oriol Julià Pascual | Mitsubishi Lancer Evo VIII |

#### S-WRC
| # | Stagione | Evento             | Co-pilota | Auto              | Squadra             |
| - | -------- | ------------------ | --------- | ----------------- | ------------------- |
| 1 | 2010     | Rally del Messico  | Álex Haro | Ford Fiesta S2000 | Nupel Global Racing |
| 2 | 2010     | Rally di Giordania | Álex Haro | Ford Fiesta S2000 | Nupel Global Racing |

## Risultati nel mondiale rally

### WRC
| 2003 | Scuderia | Vettura                   |  |    |  |  |  |  |  |  |     |  |  |     |    |    |  |  | Punti | Pos. |
| ---- | -------- | ------------------------- |  | -- |  |  |  |  |  |  | --- |  |  | --- | -- | -- |  |  | ----- | ---- |
| 2003 |          | Mitsubishi Lancer Evo VII |  | 52 |  |  |  |  |  |  | Rit |  |  | Rit | 15 | 22 |  |  | 0     |      |

| 2004 | Scuderia | Vettura                                                                                      |     |    |    |    |  |    |     |     |    |    |  |    |     |    |     |   | Punti | Pos. |
| ---- | -------- | -------------------------------------------------------------------------------------------- | --- | -- | -- | -- |  | -- | --- | --- | -- | -- |  | -- | --- | -- | --- | - | ----- | ---- |
| 2004 |          | Fiat Punto S1600, Mitsubishi Lancer Evo VII, Mitsubishi Lancer Evo VIII e Renault Clio S1600 | Rit | 46 | 16 | 16 |  | 16 | Rit | Rit | 28 | 15 |  | 24 | Rit | 12 | Rit | 6 | 3     | 22º  |

| 2005 | Scuderia                             | Vettura                                                         |     |    |    |    |     |    |    |    |    |    |   |    |  |   |   |     | Punti | Pos. |
| ---- | ------------------------------------ | --------------------------------------------------------------- | --- | -- | -- | -- | --- | -- | -- | -- | -- | -- | - | -- |  | - | - | --- | ----- | ---- |
| 2005 | Bozian Racing e OMV World Rally Team | Peugeot 206 WRC, Mitsubishi Lancer Evo VIII e Citroën Xsara WRC | Rit | 38 | 10 | 13 | Rit | 34 | 17 | 10 | 10 | 12 | 9 | 11 |  | 7 | 4 | Rit | 7     | 16º  |

| 2006 | Scuderia      | Vettura           |   |   |     |     |   |    |   |   |    |     |  |   |   |   |   |   | Punti | Pos. |
| ---- | ------------- | ----------------- | - | - | --- | --- | - | -- | - | - | -- | --- |  | - | - | - | - | - | ----- | ---- |
| 2006 | Kronos Racing | Citroën Xsara WRC | 9 | 7 | Rit | Rit | 6 | 17 | 4 | 8 | 14 | Rit |  | 7 | 4 | 4 | 4 | 5 | 32    | 7º   |

| 2007 | Scuderia                           | Vettura                                                |    |     |    |  |  |  |  |  |   |    |     |   |   |    |     |   | Punti | Pos. |
| ---- | ---------------------------------- | ------------------------------------------------------ | -- | --- | -- |  |  |  |  |  | - | -- | --- | - | - | -- | --- | - | ----- | ---- |
| 2007 | MMSP LTD e Subaru World Rally Team | Mitsubishi Lancer WRC 05 e Subaru Impreza S12B WRC '07 | 26 | Rit | 16 |  |  |  |  |  | 6 | 18 | Rit | 9 | 8 | 35 | Rit | 9 | 4     | 17º  |

| 2010 | Scuderia            | Vettura           |  |   |    |  |    |    |  |  |    |  |    |  |    |  |  |  | Punti | Pos. |
| ---- | ------------------- | ----------------- |  | - | -- |  | -- | -- |  |  | -- |  | -- |  | -- |  |  |  | ----- | ---- |
| 2010 | Nupel Global Racing | Ford Fiesta S2000 |  | 8 | 10 |  | 10 | 12 |  |  | 15 |  | 15 |  | 13 |  |  |  | 6     | 15º  |

| 2011 | Scuderia       | Vettura                 |  |  |  |  |  |  |  |  |  |  |  |     |  |  |  |  | Punti | Pos. |
| ---- | -------------- | ----------------------- |  |  |  |  |  |  |  |  |  |  |  | --- |  |  |  |  | ----- | ---- |
| 2011 | RMC Motorsport | Mitsubishi Lancer Evo X |  |  |  |  |  |  |  |  |  |  |  | Rit |  |  |  |  | 0     |      |

| 2014 | Scuderia         | Vettura                                  |  |  |  |  |  |    |  |  |    |  |    |     |  |  |  |  | Punti | Pos. |
| ---- | ---------------- | ---------------------------------------- |  |  |  |  |  | -- |  |  | -- |  | -- | --- |  |  |  |  | ----- | ---- |
| 2014 | ACSM Rallye Team | Mitsubishi Lancer Evo X e Ford Fiesta R5 |  |  |  |  |  | 22 |  |  | 12 |  | 20 | Rit |  |  |  |  | 0     |      |

| Legenda | 1º posto | 2º posto | 3º posto | A punti | Senza punti | Ritirato | Squalificato | NP=Non partito C=Gara cancellata | Apice=Power stage |

### S-WRC
| 2010 | Scuderia            | Vettura           |  |   |   |  |   |   |  |  |   |  |   |  |   |  |  |  | Punti | Pos. |
| ---- | ------------------- | ----------------- |  | - | - |  | - | - |  |  | - |  | - |  | - |  |  |  | ----- | ---- |
| 2010 | Nupel Global Racing | Ford Fiesta S2000 |  | 1 | 1 |  | 2 | 2 |  |  | 5 |  | 4 |  | 3 |  |  |  | 123   | 1º   |

| Legenda | 1º posto | 2º posto | 3º posto | A punti | Senza punti | Ritirato | Squalificato | NP=Non partito C=Gara cancellata | Apice=Power stage |

### P-WRC
| 2004 | Scuderia | Vettura                                                |  |    |   |   |  |  |  |     |  |   |  |  |  |   |  |   | Punti | Pos. |
| ---- | -------- | ------------------------------------------------------ |  | -- | - | - |  |  |  | --- |  | - |  |  |  | - |  | - | ----- | ---- |
| 2004 |          | Mitsubishi Lancer Evo VII e Mitsubishi Lancer Evo VIII |  | 15 | 5 | 6 |  |  |  | Rit |  | 1 |  |  |  | 1 |  | 1 | 27    | 4º   |

| 2005 | Scuderia | Vettura                    |  |   |  |   |  |    |   |  |  |  |  |  |  |  |  |  | Punti | Pos. |
| ---- | -------- | -------------------------- |  | - |  | - |  | -- | - |  |  |  |  |  |  |  |  |  | ----- | ---- |
| 2005 |          | Mitsubishi Lancer Evo VIII |  | 4 |  | 1 |  | 10 | 4 |  |  |  |  |  |  |  |  |  | 20    | 5º   |

| Legenda | 1º posto | 2º posto | 3º posto | A punti | Senza punti | Ritirato | Squalificato | NP=Non partito C=Gara cancellata | Apice=Power stage |

### Junior WRC
| 2004 | Scuderia | Vettura                               |     |  |  |  |  |   |     |  |   |  |  |   |     |  |     |  | Punti | Pos. |
| ---- | -------- | ------------------------------------- | --- |  |  |  |  | - | --- |  | - |  |  | - | --- |  | --- |  | ----- | ---- |
| 2004 |          | Fiat Punto S1600 e Renault Clio S1600 | Rit |  |  |  |  | 3 | Rit |  | 7 |  |  | 5 | Rit |  | Rit |  | 12    | 9º   |

| Legenda | 1º posto | 2º posto | 3º posto | A punti | Senza punti | Ritirato | Squalificato | NP=Non partito C=Gara cancellata | Apice=Power stage |